# Plauener SuBC
Plauener SuBC (celým názvem: Plauener Sport und Ballspielclub) byl německý fotbalový klub, který sídlil v saském městě Plauen. Založen byl v roce 1919 po fúzi klubů Plauener BC a FC Apelles Plauen. Zanikl po ukončení druhé světové války, poté co byla všechna dřívější sportovní sdružení v sovětské okupační zóně zrušena. Klubové barvy byly modrá a bílá.
Největším úspěchem klubu byla celkem dvouletá účast v Gaulize Sachsen, jedné ze skupin tehdejší nejvyšší fotbalové soutěže na území Německa.

## Umístění v jednotlivých sezonách
Stručný přehled
Zdroj: 
- 1933–1935: Gauliga Sachsen

Jednotlivé ročníky
Zdroj: 
Legenda: Z - zápasy, V - výhry, R - remízy, P - porážky, VG - vstřelené góly, OG - obdržené góly, +/- - rozdíl skóre, B - body, červené podbarvení - sestup, zelené podbarvení - postup, fialové podbarvení - reorganizace, změna skupiny či soutěže
| Velkoněmecká říše (1933 – 1935) |                 |        |    |   |   |    |    |    |     |    |        |
| Sezóny                          | Liga            | Úroveň | Z  | V | R | P  | VG | OG | +/- | B  | Pozice |
| 1933/34                         | Gauliga Sachsen | 1      | 20 | 7 | 1 | 12 | 50 | 73 | -23 | 15 | 7.     |
| 1934/35                         | Gauliga Sachsen | 1      | 18 | 4 | 3 | 11 | 31 | 53 | -22 | 11 | 9.     |